# Divine Gate
Divine Gate (ディバインゲート?, Dibain Gēto, lett. "Portale divino") è un videogioco giapponese free-to-play per smartphone, sviluppato per sistemi operativi iOS e Android da GungHo Online Entertainment ed Acquire. Un adattamento anime, prodotto dalla Pierrot ed acquistato in Italia dalla Dynit, è stato trasmesso in Giappone tra l'8 gennaio e il 25 marzo 2016. Il gioco, scaricato più di 4 milioni di volte, include sia personaggi di Fairy Tail sia di Steins;Gate.

## Personaggi
Akane (アカネ?)
Doppiato da: Tetsuya Kakihara
Aoto (アオト?)
Doppiato da: Sōma Saitō
Midori (ミドリ?)
Doppiata da: Kanae Itō
Hikari (ヒカリ?)
Doppiata da: Ayana Taketatsu
Yukari (ユカリ?)
Doppiata da: Sora Amamiya
Ginji (ギンジ?)
Doppiato da: Hiroyuki Yoshino
Arthur (アーサー?)
Doppiato da: Yūichi Nakamura

## Anime
L'adattamento anime è stato annunciato da GungHo Online Entertainment e da Acquire il 31 maggio 2015 in occasione del GungHo Festival 2015. La serie televisiva, prodotta dalla Pierrot e diretta da Noriyuki Abe, è andata in onda dall'8 gennaio al 25 marzo 2016. Le sigle di apertura e chiusura sono rispettivamente One Meets High degli Hitorie e Contrust dei Vistlip. In Italia gli episodi sono stati trasmessi in streaming, in contemporanea col Giappone, dalla Dynit su VVVVID, mentre in America del Nord i diritti sono stati acquistati dalla Funimation.

### Episodi
| Nº | Titolo italiano Giapponese 「Kanji」 - Rōmaji                                                | In onda          | In onda |
| Nº | Titolo italiano Giapponese 「Kanji」 - Rōmaji                                                | Giapponese       |         |
| 1  | Pioggia incessante 「止まない雨」 - Yamanai ame                                              | 8 gennaio 2016   |         |
| 2  | Fiamma inestinguibile 「消せない炎」 - Kesenai honō                                          | 15 gennaio 2016  |         |
| 3  | La direzione del vento 「風の行方」 - Kaze no yukue                                          | 22 gennaio 2016  |         |
| 4  | Ricordi blu 「蒼い記憶」 - Aoi kioku                                                         | 29 gennaio 2016  |         |
| 5  | Popolo ribelle 「まつろわぬ民」 - Matsuro wanu min                                           | 5 febbraio 2016  |         |
| 6  | Qualcosa di più importante di sé stessi 「自分より大切なもの」 - Jibun yori taisetsu na mono | 12 febbraio 2016 |         |
| 7  | Terra originaria 「はじまりの地」 - Hajimari no ji                                           | 19 febbraio 2016 |         |
| 8  | Due vie 「二つの道」 - Futatsu no michi                                                      | 26 febbraio 2016 |         |
| 9  | Sceneggiatura del dramma sacro 「聖劇の戯曲」 - Hijiri geki no gikyoku                       | 4 marzo 2016     |         |
| 10 | La chiave del portale 「扉の鍵」 - Tobira no kagi                                            | 11 marzo 2016    |         |
| 11 | Il tuo nome è… 「君の名は…」 - Kimi no na wa…                                                | 18 marzo 2016    |         |
| 12 | Oltre il portale 「扉の先へ」 - Tobira no saki e                                             | 25 marzo 2016    |         |